# L'Orange bleue
 (janvier 2017).

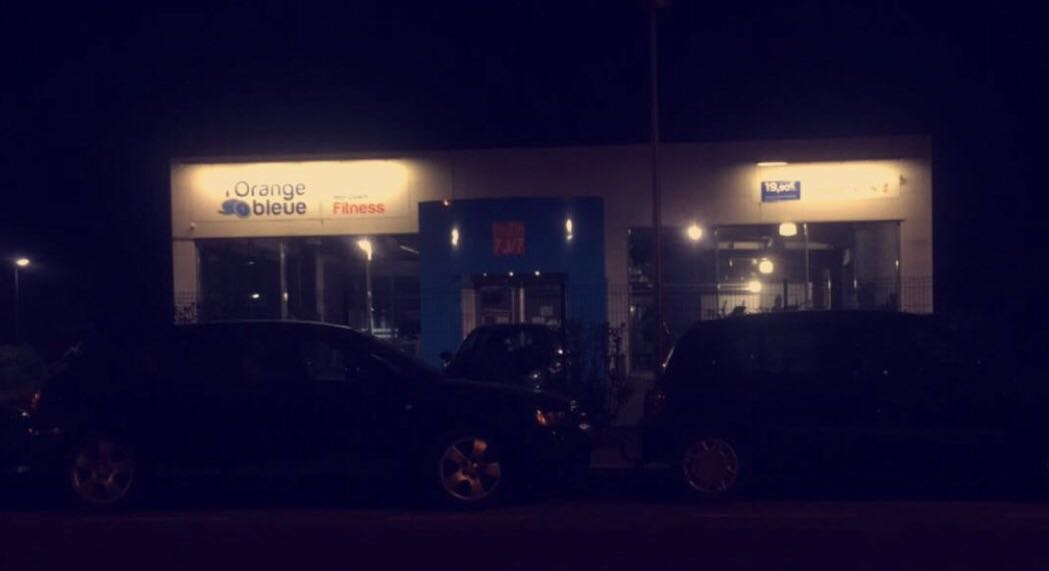
Enseigne du club de sport L'orange bleue dans la zone industrielle Bischheim/ Hoenheim, Alsace- France

L’enseigne l’Orange bleue est une licence de marque française de clubs de fitness dont la société mère, OB Réseaux a son siège social à Rennes (Ille-et-Vilaine, Bretagne). Elle est spécialisée dans la culture physique et la remise en forme à petits prix. 
Fondée en 1996 par l'entrepreneur autodidacte Thierry Marquer, elle compte 20 ans plus tard en 2016 un réseau de plus de 300 clubs. Dès 2006, Thierry Marquer s’est lancé dans une exploitation sous licence de sa marque. Il poursuit depuis son développement en France et à l'étranger (Espagne, Italie) avec un objectif de 1000 clubs.

## Histoire

### Les origines

#### La création
En 1996, Thierry Marquer (diplômé du Brevet d'État d'activités physiques pour tous) en association avec Julie Benoit (Brevet d'État d'expression Gymnique et disciplines associées), ont ensemble monté leur propre centre de mise et remise en forme. Le nom de l’Orange Bleue est lui né de l’association de deux couleurs (l'orange et le bleu) et le tout premier logo a été créé par des amis.
Il se met alors en tête de créer un club de forme dans une petite commune et la même année, il ouvre celui de Vern-sur-Seiche, en périphérie de Rennes, avec un capital de départ de 50 000 francs soit 7 700 euros. Les débuts sont difficiles et l'entrepreneur a peu de moyens : le local est petit et le matériel d'occasion.

#### Le développement
Entre 1996 et 2008 le nombre de salles est passé de 1 à 6 (avec en plus Bruz en 1999, Rennes Stade en 2004, Cesson-Sévigné en 2005, Rennes Gare et Rennes Les Lices en 2008), le nombre d'adhérents de 300 à 5 000, et le nombre de salariés de 2 à 25.
En 2006 la marque se développe en créant une licence ; 23 partenaires ont ainsi rejoint le réseau entre 2006 et 2008. Passage du nombre de salariés de 25 à 59, et du nombre d'adhérents de 5 000 à 18 000.
En 2009, il y avait 37 licenciés. Le nombre d'adhérents passe alors de 18 000 à 30 000, le nombre de salariés de 59 à 87.
En 2013 il y a plus de 145 clubs en France.

### Historique

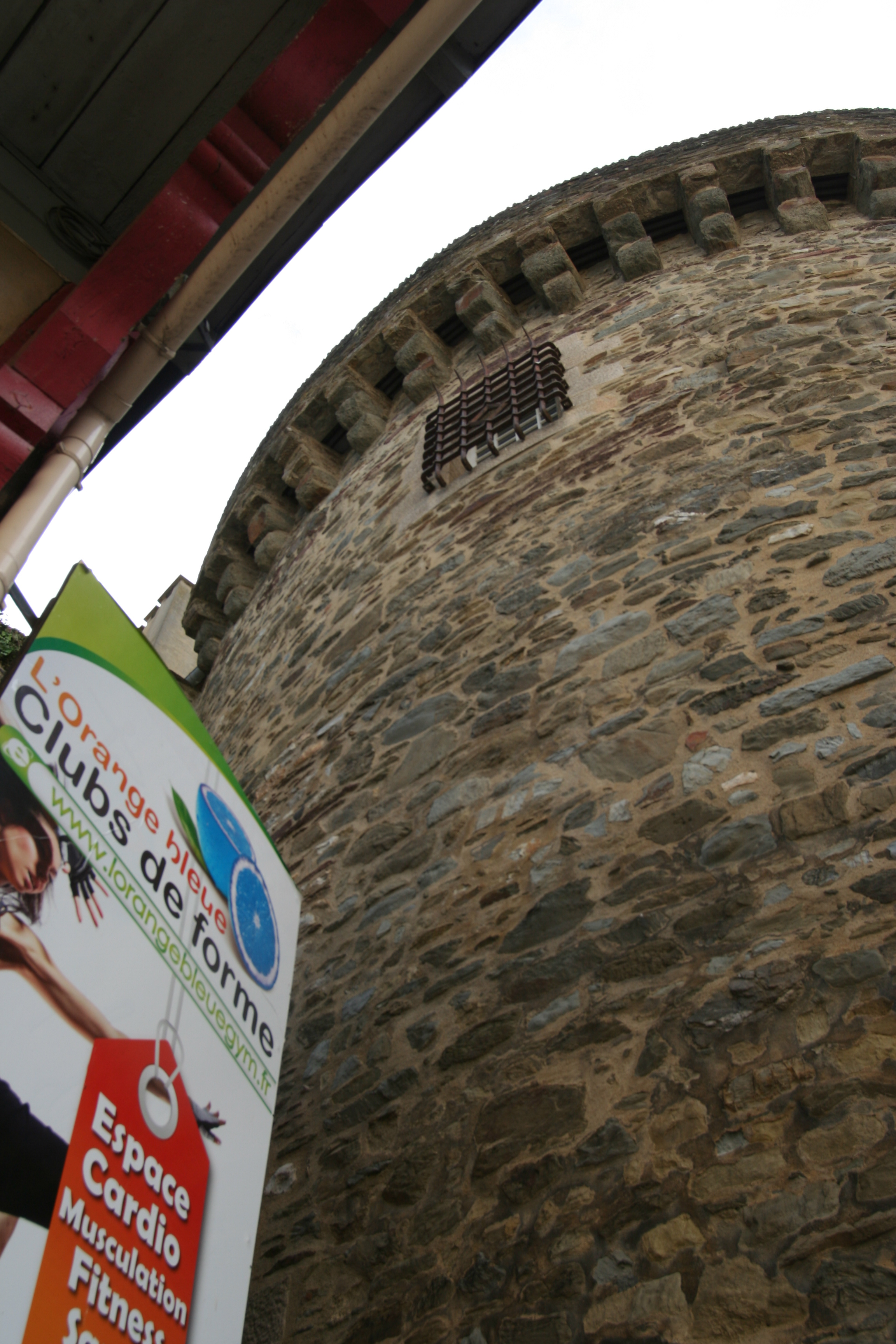
Enseigne du club de Rennes Les Lices au pied de la tour Duchesne.

L’Orange bleue est créée en 1996 avec l’ouverture du premier club à Vern-sur-Seiche.
En 2005, 5 autres clubs de forme rennais ont été exploités en fonds propres.
Le réseau en licence de la marque est lancé en France en 2006. En 2008, ce sont 23 clubs partenaires supplémentaires qui rejoignent la marque.
En 2011, 68 clubs sont ouverts en France puis en 2012, le nouveau concept "L'Orange Bleue Mon Coach Santé" est créé.
En 2013, 145 clubs sont ouverts en France et en 2016,  L'enseigne compte 304 clubs de forme
En 2016, le groupe s’internationalise et 2 ouvertures sont prévues en Espagne ainsi qu'une ouverture en Italie. La même année, L'Orange Bleue présente sa nouvelle égérie : Fauve Hautot. Toujours en 2016, le Fitness Tour L'Orange Bleue se produit dans 7 villes, à 7 dates.
Il faut attendre 2017 pour voir la première ouverture d'un club L'Orange Bleue Mon Coach Fitness en Espagne, à Barcelone.
En 2018, l'enseigne compte plus de 380 clubs et 375 000 adhérents. En 2024, elle compte plus de 420 clubs en France, dont une vingtaine en région Parisienne.

### Origine du nom
Le nom de la marque Orange bleue évoque un vers du poète Paul Éluard « La terre est bleue comme une orange » tiré du recueil L'Amour la Poésie paru en 1929. 
Le nom d'orange bleue est également porté par 
- le film Tintin et les Oranges bleues (1964) dont est tiré la BD du même nom dessinée par les studios Hergé (1965) et faisant allusion à une utilisation positive des OGM, découverte dont l'exploitation commençait à l'époque.
- le groupe de soul pop allemand Orange Blue fondé en 1992 à Hambourg
- la coalition politique libero-chrétienne belge orange-bleue (ou bleue-romain)